# Hervormde kerk (Alem)
De Hervormde kerk is een voormalig protestants kerkgebouw te Alem, gelegen aan Sint-Odradastraat 12.

## Geschiedenis
Dit kerkje werd gebouwd in 1719. Hierbij werd gebruik gemaakt van materiaal van een -oorspronkelijk aan Sint-Odrada gewijde- voorganger, die in 1717 ten onder ging ten gevolge van een rivieroverstroming.
Het is een bakstenen zaalkerkje met driezijdig gesloten koor. In de 19e eeuw werd het gebouwtje voorzien van een dakruiter.
De kerk liep schade op tijdens de Tweede Wereldoorlog, werd voor het laatst als kerk gebruikt in 1960, en werd van 1961-1962 gerestaureerd. Daarna kwam een klokkenmuseum in het gebouw, en in 2005 kwam er een dakpannenmuseum in het gebouw.